# Фортунио, Джованни Франческо
Джованни Франческо Фортунио (Задар или Порденоне, ок. 1470 — Фано, 1517) — итальянский грамматик, юрист и гуманист.

## Биография
Его особенно помнят за то, что в 1516 году он напечатал первую в истории итальянскую грамматику под названием Regole grammaticali della volgar lingua. Содержит морфологический и орфографический анализ тосканского наречия, основанный на работах Данте Алигьери, Франческо Петрарки и Джованни Боккаччо.
Он также был важным политиком и священником.
1. 1 2  Pistilli G. FORTUNIO, Giovanni Francesco // Dizionario Biografico degli Italiani (итал.) — 1960. — Vol. 49.
2. ↑  Чешская национальная авторитетная база данных